# جون باول (لاعب كريكت)
جون باول (21 مارس 1904 بكرايستشرش في نيوزيلندا - 30 نوفمبر 1959) (بالإنجليزية: John Powell)‏ هو لاعب كريكت نيوزلندي. لعب مع فريق كانتربري للكريكت ‏.

## وصلات خارجية
- جون باول على موقع إي آس بي آن كريك إنفو (الإنجليزية)